# Engenharia geotécnica
A Engenharia geotécnica também conhecida como Geotecnia é um ramo da geologia e da engenharia civil e/ou ambiental. 

## Características
Não seria de facto uma única ciência, mas sim a mistura de três basicamente: 
- geologia de engenharia;
- geomecânica dos resíduos;
- mecânica dos solos e
- mecânica das rochas.

Esta ciência lida com a interferência de obras de infraestrutura de qualquer natureza com a sua fundação, seja ela em solo ou rocha. O Engenheiro Geotécnico atua em projetos de escavação, túneis, compactação de aterros, tratamentos de fundações, instrumentação de obras, percolação de fluxos em solos e rochas, contenções entre outros. 
Um profissional especializado em geotecnia está apto a trabalhar em  processos que lidem direta ou indiretamente com o solo.

## Revistas científicas em língua portuguesa
- Geotecnia - Revista Luso-Brasileira de Geotecnia (SPG, ABMS, ABGE)